# Ankyropetalum arsusianum
Ankyropetalum arsusianum là loài thực vật có hoa thuộc họ Cẩm chướng. Loài này được Kotschy ex Boiss. mô tả khoa học đầu tiên năm 1867.